# 新潟県道32号新発田停車場線
新潟県道32号新発田停車場線（にいがたけんどう32ごう しばたていしゃじょうせん）は、新潟県新発田市内の県道（主要地方道）である。

## 概要
国道7号・新新バイパスの新発田ICと、JR新発田駅前とを結ぶ。
新発田IC - 新栄町交差点の区間は、以東の国道460号の区間と共に「新発田南バイパス」を構成する。県道26号の日渡交差点から市道を介し、新栄町交差点 - 本町交差点の区間は新発田バイパス開通以前の国道7号の区間。また新発田市の都市計画道路「新発田駅日渡線」に該当する。
沿線は国道との重複区間を中心に商店街や市役所などが並び、新発田駅を発着する路線バスの多くが運行されている。

### 路線データ
- 起点：新発田市諏訪町一丁目（新発田駅）
- 終点：新発田市新栄町二丁目（国道7号新新バイパス・新発田IC）

## 歴史
- 1993年（平成5年）5月11日 - 建設省から、県道新発田停車場線が新発田停車場線として主要地方道に指定される[1]。

## 路線状況

### 別名・通称
- 会津通り
- 新発田駅前通り

### 重複区間
- 国道290号（本町交差点 - 中央町交差点）
- 国道460号（新栄町交差点 - 新発田IC）

## 地理

### 通過する自治体
- 新発田市

### 交差する道路

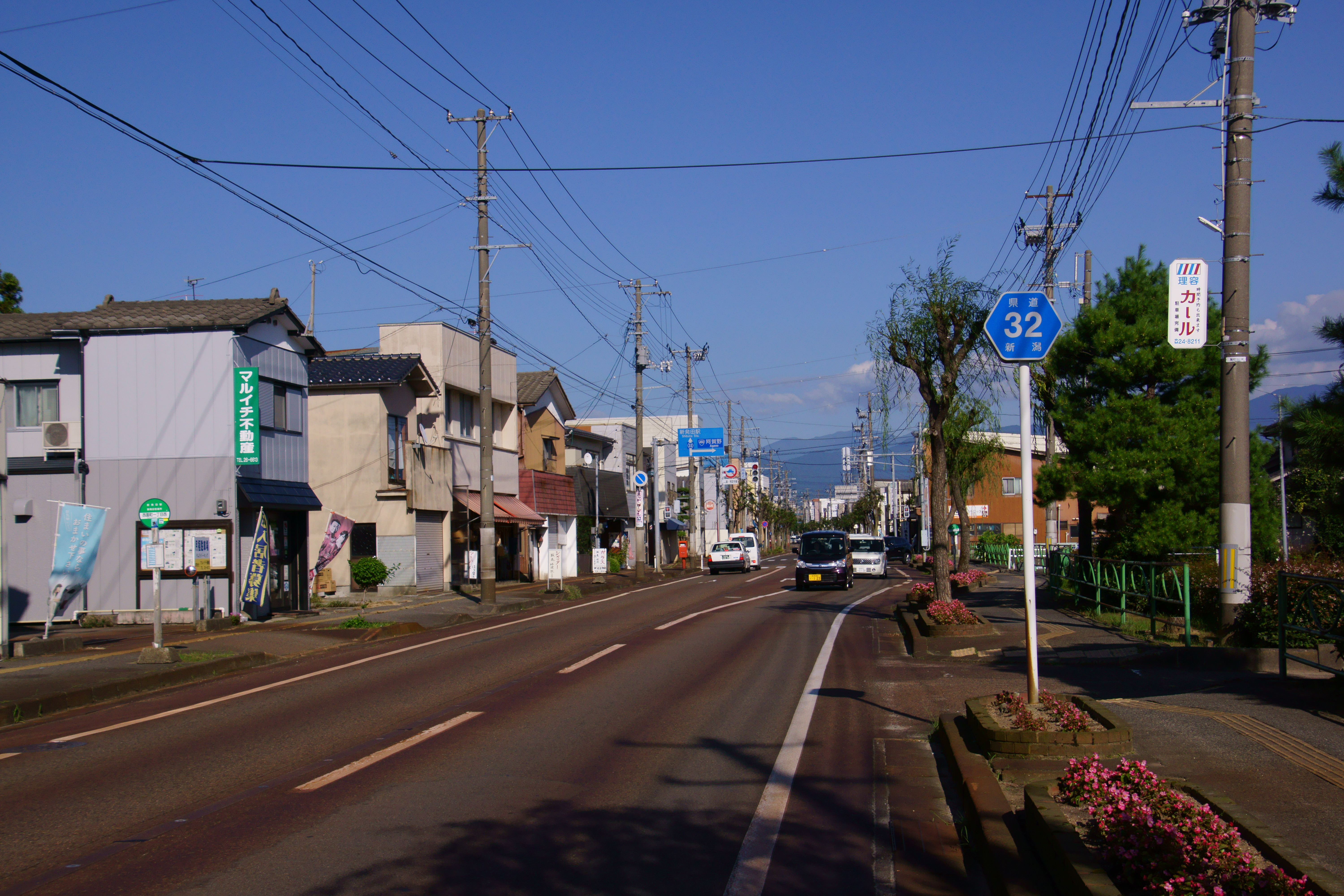
新発田市住吉町付近（2017年9月）

- 新潟県道202号米倉板山新発田線（新発田駅前交差点）
- 国道290号（本町交差点 - 中央町交差点）
- 新潟県道21号新発田紫雲寺線（石川小路交差点）
- 新潟県道203号網代浜新発田線（住吉町三丁目交差点）
- 国道460号 新発田南バイパス（新栄町交差点）
- 国道7号 新新バイパス・新潟県道26号新発田豊栄線（新発田インターチェンジ・新発田IC交差点）